# Lars Møller Madsen
Lars Møller Madsen (ur. 30 maja 1981 w Ølgod) – duński piłkarz ręczny, reprezentant kraju. Gra na pozycji lewego rozgrywającego. Obecnie bez klubu. Były gracz płockiej Wisły, jego ostatni mecz w barwach Płockiego zespołu został rozegrany w Kwidzynie z tamtejszym MMTS-em wygranym przez gości 29:26, sam Lars strzelił jedną bramkę dla Wisły. W 2008 roku zdobył złoty medal na Mistrzostwach Europy, rozgrywanych w Norwegii.

## Kluby
- Ølgod IF
- IF Centrum
- do 2001  Team Esbjerg
- 2001-5/2005  Skjern Håndbold
- 5/2005-6/2005  BM Ciudad de Almería
- 6/2005-2009 Skjern Håndbold
- 2009-2010  Wisła Płock

## Sukcesy
- 2001, 2002: puchar EHF
- 2006: brązowy medal mistrzostw Europy
- 2007: brązowy medal mistrzostw Świata
- 2008: mistrzostwo Europy